# 北九州市立井堀小学校
北九州市立井堀小学校（きたきゅうしゅうしりついぼりしょうがっこう）は、福岡県北九州市小倉北区井堀三丁目にある公立小学校。

## 沿革
- 1959年（昭和34年） - 到津小学校より分離し小倉市立井堀小学校として開校。
- 1963年（昭和38年） - 北九州市立井堀小学校に改称。
- 1964年（昭和39年） - 創立５周年記念式典を挙行。
- 1969年（昭和44年） - 創立10周年記念式典を挙行。
- 1979年（昭和54年） - 創立20周年記念式典を挙行。
- 1988年（昭和63年） - 創立30周年記念式典を挙行。
- 1998年（平成10年） - 創立40周年記念式典を挙行。
- 2011年（平成23年） - 新校舎落成記念式典を開催。
- 2015年（平成27年） - 福岡県交通安全協会より九州安全協会賞を受賞。

## 交通
- 西鉄バス北九州井堀バス停から徒歩4分

## 周辺
- 西南女学院大学
- 北九州市立板櫃中学校
- 中央公園
- 北九州市立総合体育館